# Idittu
Idittu (prononcer « iditiou ») ou Ireltxu est le mot basque désignant un Irelu ou génie nocturne dans la mythologie basque.
Il n'est pas maléfique mais celui qui, mû par la curiosité, se met à le suivre, il se plait à le conduire à travers ravins, précipices et autres lieux à risques, où souvent dans les légendes se trouve le diable. Un gobelin espiègle qui apparaît dans les croyances recueillies au Guipuscoa et en Biscaye.

## Étymologie
Ce génie a également pour nom Iditu, Iditxu, Irel, Irel-suzko, Ireltsu, Ieltxu et Iratxo.

## Description
Il est connu dans la plus grande partie de la Biscaye. Dans certains cas il apparaît sous forme humaine mais on le connait aussi sous d'autres aspects : âne et belier noir, le plus fréquemment sous forme de porc, souvent sous forme d'oiseau lançant du feu par son bec. 
Lieux
Non loin du pont appelé Ibarreko zubi de Gautegiz Arteaga, ces génies sont apparus sous la forme de flammes de feu qui sortaient de terre, ce qui fait soupçonner qu'il s'agirait de feux follets. Toujours à Bermeo, dans la zone d'Erreginazubi, ils se promenant seulement dans la campagne, sans jamais entrer dans la zone urbaine, du tintement des âmes au tintement de l'aube ou, dans certains cas, jusqu'à entendre le chant du coq. Les habitants de la ferme Atxurra ont dit que la nuit, sous la forme de lumières, ils se déplaçaient au loin, voyageant à travers les montagnes.
Un oiseau
Il y a un siècle, Resurrección María de Azkue et le père Barandiaran l'ont décrit comme un oiseau qui apparaissait la nuit lorsque personne ne s'y attendait ou ne l'appelait. Et quand il le faisait, il tirait du feu de sa bouche, comme s'il s'agissait d'un dragon, avant de s'échapper, de sorte que quiconque le voyait était attiré à le suivre. Une flamme brûlante dans la nuit obscure, voilà ce qui le signale en général. Se montrant à l'improviste, il épouvante.
Mais la légende raconte que cet être étrange est capable de se désorienter en modifiant les lumières et les ombres de la lune. Le promeneur qui le suit s'égare, traversant les forêts vers lesquelles il les conduit, sans s'apercevoir que dans sa perte, Ieltxu les entraîne vers des gouffres ou des gorges. Fossés et cavernes sont la demeure habituelle de ce génie.
Un cochon
Ils apparaissent généralement de manière inattendue, provoquant la peur. Dans ce sens, Barandiaran a recueilli l'histoire suivante : << Plusieurs fois dans les hameaux de Bermeo, à un carrefour ou quelque chose comme ça, les iditxuak ou iritxuak sont apparus. Ceux-ci sont généralement similaires aux jeunes cochons et prenant n'importe quel homme, ils l'emmènent habituellement dans les forêts, les ronces et les abîmes en les frappant contre les coins; Bien qu'ils ne fassent généralement pas beaucoup de dégâts. Puis ils laissent l'homme à l'endroit où ils l'ont ramassé>>. 